# Polycentropus halidus
Polycentropus halidus là một loài Trichoptera trong họ Polycentropodidae. Chúng phân bố ở miền Tân bắc.